# Prasville
Prasville est une commune française située dans le département d'Eure-et-Loir en région Centre-Val de Loire.

## Géographie

### Situation
Prasville est située à environ :
- 6 km de Voves
- 27 km de Chartres
- 48 km d’Orléans
- 91 km de Paris

Situation géographique
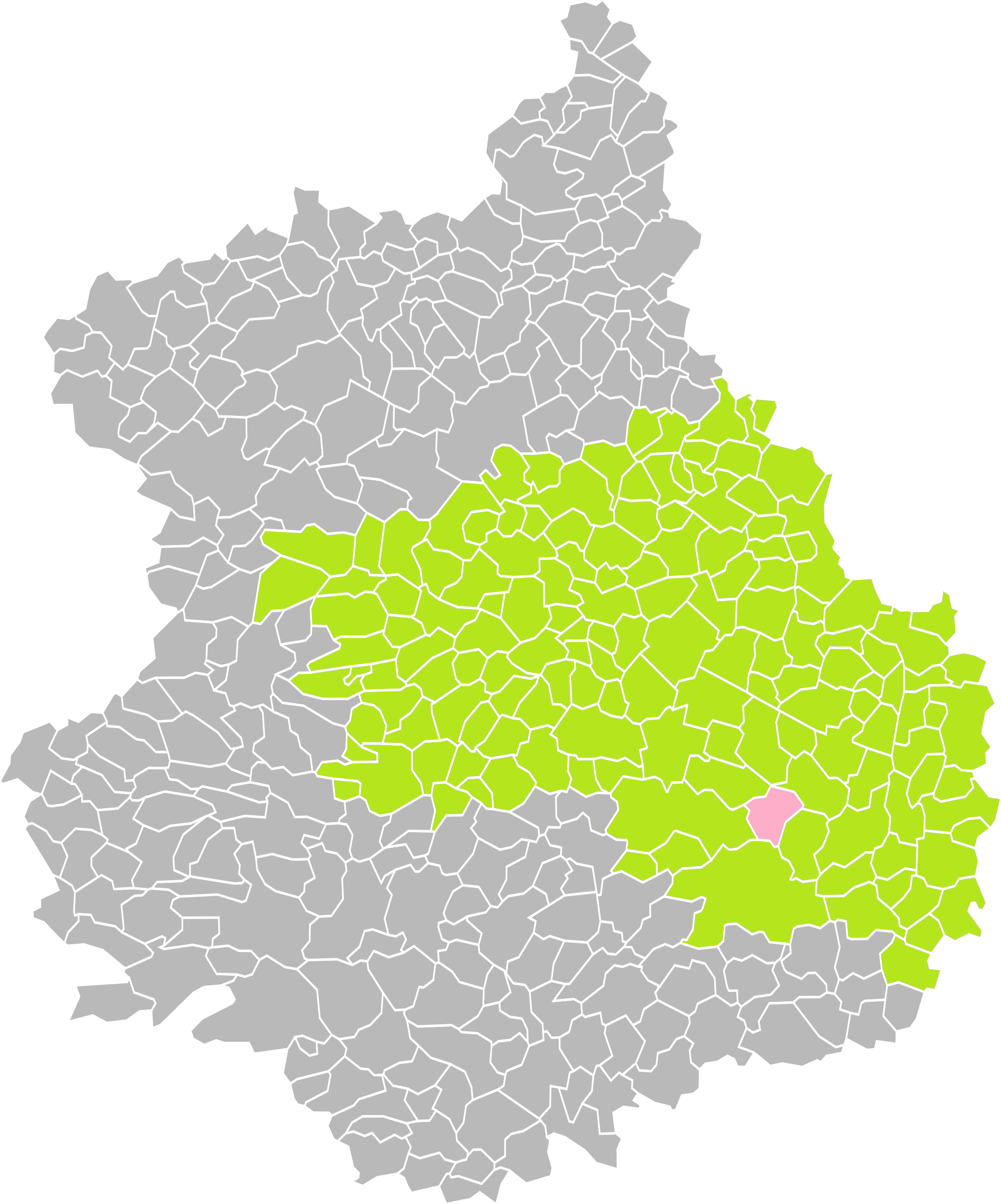
Prasville dans son arrondissement.
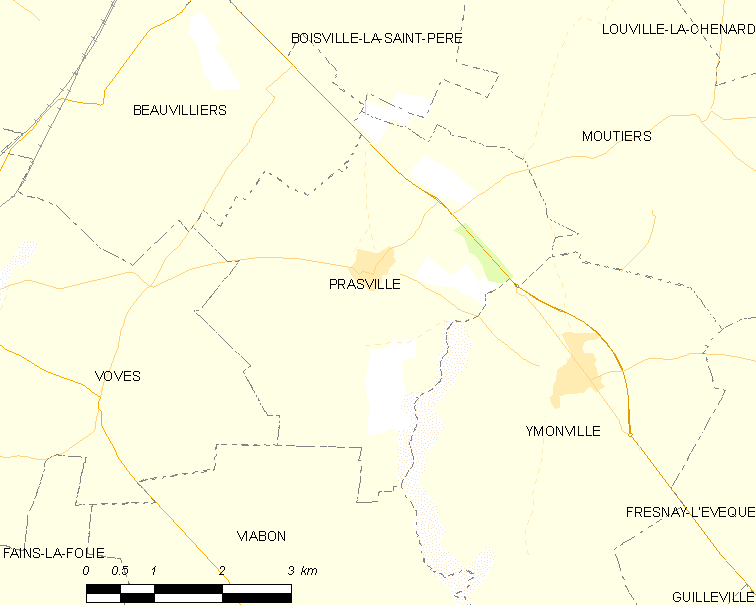
Carte de la commune de Prasville.

### Communes limitrophes
| Beauvilliers |           | Moutiers  |
| Voves        | Prasville |           |
|              | Viabon    | Ymonville |

### Hameaux, lieux-dits et écarts
Outre le centre bourg, Prasville est composée des hameaux et lieux-dits suivant :
- Mondonville Sainte Barbe, pour partie, ce hameau étant partagé entre les communes de Moutiers et de Prasville ;
- Les Carrières ;
- Ferme de Lansainvilliers.

### Climat
Pour des articles plus généraux, voir Climat du Centre-Val de Loire et Climat d'Eure-et-Loir.
En 2010, le climat de la commune est de type climat océanique dégradé des plaines du Centre et du Nord, selon une étude du CNRS s'appuyant sur une série de données couvrant la période 1971-2000. En 2020, Météo-France publie une typologie des climats de la France métropolitaine dans laquelle la commune est exposée à un climat océanique altéré et est dans la région climatique  Sud-ouest du bassin Parisien, caractérisée par une faible pluviométrie, notamment au printemps (120 à 150 mm) et un hiver froid (3,5 °C). 
Pour la période 1971-2000, la température annuelle moyenne est de 10,6 °C, avec une amplitude thermique annuelle de 15,1 °C. Le cumul annuel moyen de précipitations est de 633 mm, avec 10,5 jours de précipitations en janvier et 7,4 jours en juillet. Pour la période 1991-2020, la température moyenne annuelle observée sur la station météorologique de Météo-France la plus proche, « Viabon », sur la commune d'Eole-en-Beauce à 7 km à vol d'oiseau, est de 11,5 °C et le cumul annuel moyen de précipitations est de 601,1 mm,. Pour l'avenir, les paramètres climatiques de la commune estimés pour 2050 selon différents scénarios d'émission de gaz à effet de serre sont consultables sur un site dédié publié par Météo-France en novembre 2022.

## Urbanisme

### Typologie
Au 1er janvier 2024, Prasville est catégorisée commune rurale à habitat dispersé, selon la nouvelle grille communale de densité à 7 niveaux définie par l'Insee en 2022.
Elle est située hors unité urbaine. Par ailleurs la commune fait partie de l'aire d'attraction de Chartres, dont elle est une commune de la couronne,. Cette aire, qui regroupe 117 communes, est catégorisée dans les aires de 50 000 à moins de 200 000 habitants,.

### Occupation des sols
L'occupation des sols de la commune, telle qu'elle ressort de la base de données européenne d’occupation biophysique des sols Corine Land Cover (CLC), est marquée par l'importance des territoires agricoles (83,4 % en 2018), en diminution par rapport à 1990 (93,8 %). La répartition détaillée en 2018 est la suivante : 
terres arables (80,6 %), mines, décharges et chantiers (12,4 %), zones agricoles hétérogènes (2,8 %), zones urbanisées (2,2 %), milieux à végétation arbustive et/ou herbacée (2 %). L'évolution de l’occupation des sols de la commune et de ses infrastructures peut être observée sur les différentes représentations cartographiques du territoire : la carte de Cassini (XVIIIe siècle), la carte d'état-major (1820-1866) et les cartes ou photos aériennes de l'IGN pour la période actuelle (1950 à aujourd'hui).

### Risques majeurs
Le territoire de la commune de Prasville est vulnérable à différents aléas naturels : météorologiques (tempête, orage, neige, grand froid, canicule ou sécheresse), inondations, mouvements de terrains et séisme (sismicité très faible). Il est également exposé à un risque technologique, le transport de matières dangereuses. Un site publié par le BRGM permet d'évaluer simplement et rapidement les risques d'un bien localisé soit par son adresse soit par le numéro de sa parcelle.

#### Risques naturels
Certaines parties du territoire communal sont susceptibles d’être affectées par le risque d’inondation par débordement de cours d'eau, notamment l'Eure et le ruisseau de l'Étang Chaud. La commune a été reconnue en état de catastrophe naturelle au titre des dommages causés par les inondations et coulées de boue survenues en 1999,.

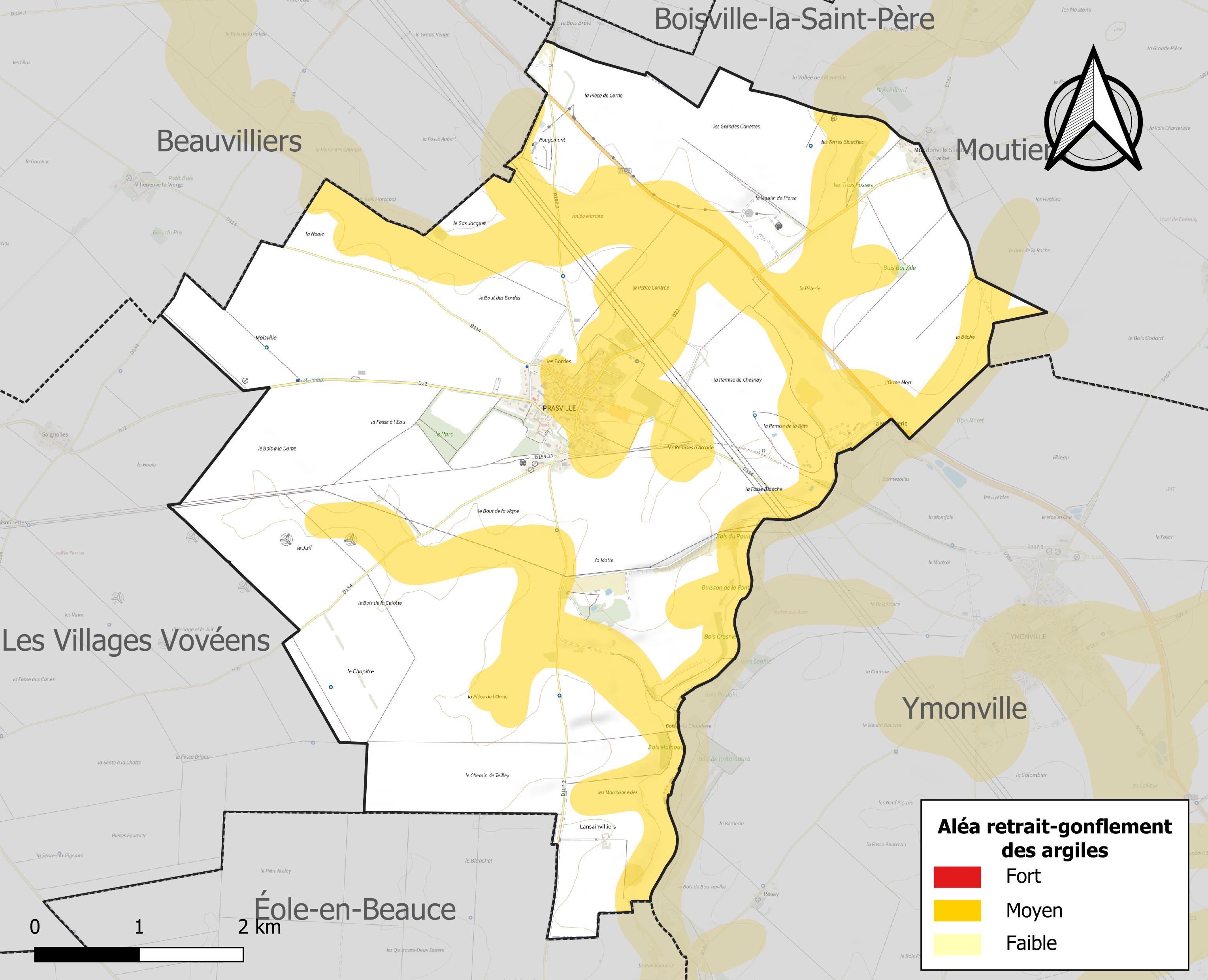
Carte des zones d'aléa retrait-gonflement des sols argileux de Prasville.

Les mouvements de terrains susceptibles de se produire sur la commune sont des affaissements et effondrements liés aux cavités souterraines. L'inventaire national des cavités souterraines permet de localiser celles situées sur la commune.
Le retrait-gonflement des sols argileux est susceptible d'engendrer des dommages importants aux bâtiments en cas d’alternance de périodes de sécheresse et de pluie. 33,9 % de la superficie communale est en aléa moyen ou fort (52,8 % au niveau départemental et 48,5 % au niveau national). Sur les 202 bâtiments dénombrés sur la commune en 2019, 149 sont en aléa moyen ou fort, soit 74 %, à comparer aux 70 % au niveau départemental et 54 % au niveau national. Une cartographie de l'exposition du territoire national au retrait gonflement des sols argileux est disponible sur le site du BRGM,.
Concernant les mouvements de terrains, la commune a été reconnue en état de catastrophe naturelle au titre des dommages causés par des mouvements de terrain en 1999.

#### Risques technologiques
Le risque de transport de matières dangereuses sur la commune est lié à sa traversée par des infrastructures routières ou ferroviaires importantes ou la présence d'une canalisation de transport d'hydrocarbures. Un accident se produisant sur de telles infrastructures est en effet susceptible d’avoir des effets graves au bâti ou aux personnes jusqu’à 350 m, selon la nature du matériau transporté. Des dispositions d’urbanisme peuvent être préconisées en conséquence.

## Toponymie

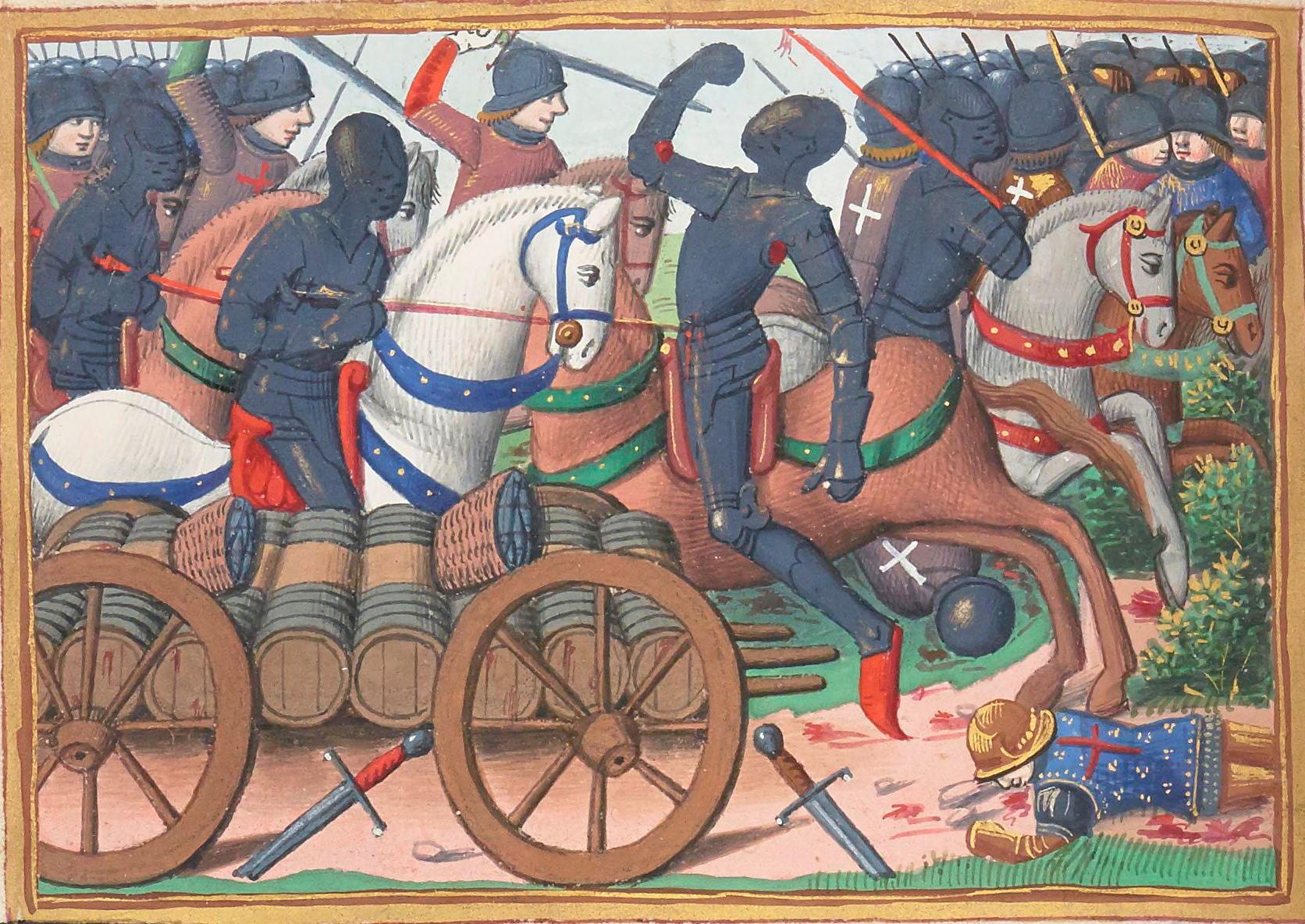
La bataille de Rouvray, dite journée des Harengs (12 février 1429), enluminure du manuscrit de Martial d'Auvergne, Les Vigiles de Charles VII, vers 1484, Paris, BnF.

Le nom de la localité est attesté sous les formes Probata villa en 979 ; Praevilla vers 1140 ; Proisvilla en 1232 ; Prasville entre 1240 et 1710 ; Proevilla en 1273 ; Praivilla en 1298 ; Pravilla en 1300 ; Praiville en 1308 ; Prasville en Beauce en 1479 ; Prayvlle en Beausse en 1399 ; Prauville en 1467 ; Prasville en Chartrain en 1480 ; Prasville Le Hareng en 1565 (à la suite d'une bataille de la journée des Harengs où les tonneaux de ravitaillement pleins de harengs avaient été éventrés).
La terminaison « ville » indique un nom d’origine romaine, Probatus et villa qui désignait un domaine, comme c'est le cas pour beaucoup de communes beauceronnes.

## Histoire

### XeetXIesiècles
En 979, la seigneurie de Prasville est donnée à l’abbaye de Saint-Père par deux dames de la cour. Prasville est alors un fief relevant du Puiset. Le 24 octobre 996, Hugues Capet meurt au lieu-dit inhabité les Juifs près de Prasville.

### XVIeetXVIIesiècles
Louis de Courtalain et son épouse Louise de Lailly sont seigneurs de Prasville en mars 1556.

### XVIIIeetXIXesiècles
Le 30 avril 1769, un incendie détruit presque totalement le village. En 1790, avec la Révolution, la paroisse devient commune et intègre le département d’Eure-et-Loir et son district de Janville puis l’arrondissement de Chartres en 1800 ; auparavant, la commune dépendait de la province de l’Orléanais.
Pendant la guerre franco-allemande de 1870, les Prussiens occupent la commune du 17 novembre 1870 au 16 mars 1871.

### XXeetXXIesiècles
La Première Guerre mondiale fait au moins 28 victimes mentionnées sur le monument aux morts du village.
Durant la Seconde Guerre mondiale, des Résistants sont abattus par les Allemands, le 23 juin 1944 puis le 11 août 1944.

## Politique et administration

### Liste des maires

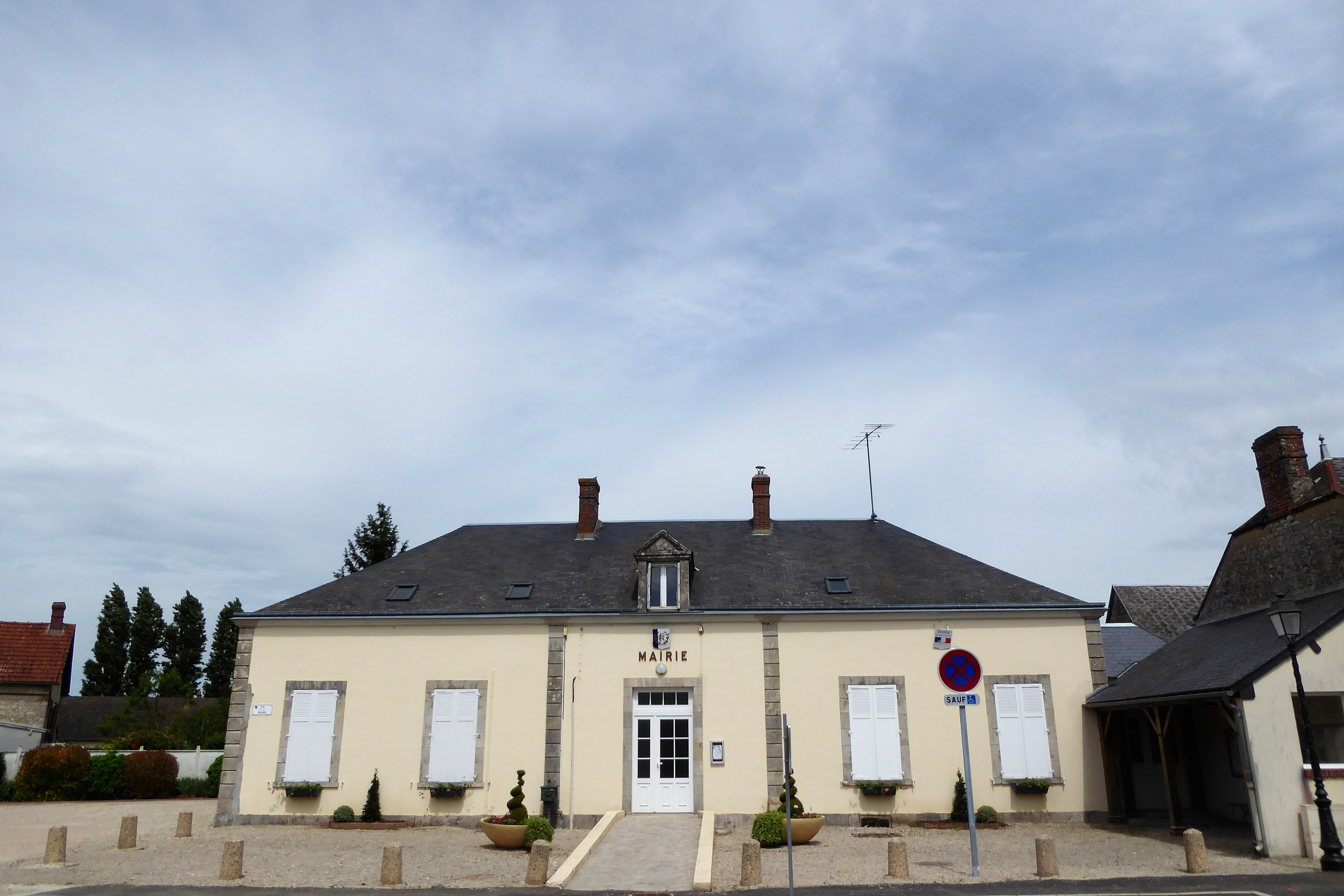
La mairie.

| Période                                  | Période         | Identité             | Étiquette                                              | Qualité                         |
| ---------------------------------------- | --------------- | -------------------- | ------------------------------------------------------ | ------------------------------- |
| Les données manquantes sont à compléter. |                 |                      |                                                        |                                 |
| mars 2001                                | mars 2008       | Hervé Nourry         |                                                        |                                 |
| mars 2008                                | mars 2014       | Dominique Massias    | SE (candidat FN aux élections départementales en 2015) |                                 |
| avril 2014                               | 14 janvier 2022 | Olivier Joris        |                                                        | Contremaître, agent de maîtrise |
| 5 mars 2022                              | En cours        | Isabelle Montguillon |                                                        |                                 |

## Population et société

### Démographie
L'évolution du nombre d'habitants est connue à travers les recensements de la population effectués dans la commune depuis 1793. Pour les communes de moins de 10 000 habitants, une enquête de recensement portant sur toute la population est réalisée tous les cinq ans, les populations de référence des années intermédiaires étant quant à elles estimées par interpolation ou extrapolation. Pour la commune, le premier recensement exhaustif entrant dans le cadre du nouveau dispositif a été réalisé en 2006.

En 2022, la commune comptait 449 habitants, en évolution de +3,46 % par rapport à 2016 (Eure-et-Loir : −0,23 %, France hors Mayotte : +2,11 %).
| 1793 | 1800 | 1806 | 1821 | 1831 | 1836 | 1841 | 1846 | 1851 |
| ---- | ---- | ---- | ---- | ---- | ---- | ---- | ---- | ---- |
| 446  | 407  | 446  | 479  | 550  | 556  | 574  | 586  | 595  |

| 1856 | 1861 | 1866 | 1872 | 1876 | 1881 | 1886 | 1891 | 1896 |
| ---- | ---- | ---- | ---- | ---- | ---- | ---- | ---- | ---- |
| 597  | 607  | 616  | 606  | 586  | 592  | 558  | 582  | 603  |

| 1901 | 1906 | 1911 | 1921 | 1926 | 1931 | 1936 | 1946 | 1954 |
| ---- | ---- | ---- | ---- | ---- | ---- | ---- | ---- | ---- |
| 590  | 575  | 554  | 515  | 488  | 480  | 447  | 402  | 383  |

| 1962 | 1968 | 1975 | 1982 | 1990 | 1999 | 2006 | 2011 | 2016 |
| ---- | ---- | ---- | ---- | ---- | ---- | ---- | ---- | ---- |
| 335  | 326  | 283  | 261  | 257  | 294  | 324  | 434  | 434  |

| 2021 | 2022 | - | - | - | - | - | - | - |
| ---- | ---- | - | - | - | - | - | - | - |
| 444  | 449  | - | - | - | - | - | - | - |

## Culture locale et patrimoine

### Lieux et monuments
- Église Saint-Lubin : XIIe siècle, XIIIe siècle, XVe siècle ;
- La Motte ou les Carrières, Xe siècle, XIIe siècle : la motte castrale de Prasville, située aux lieux-dits la Motte ou les Carrières, a été inscrite en tant que monument historique par l'arrêté du 16 octobre 1991 ; cette protection est abrogée par l'arrêté de radiation du 29 avril 2021[36] ;
- Le monument aux morts.

Lieux et monuments
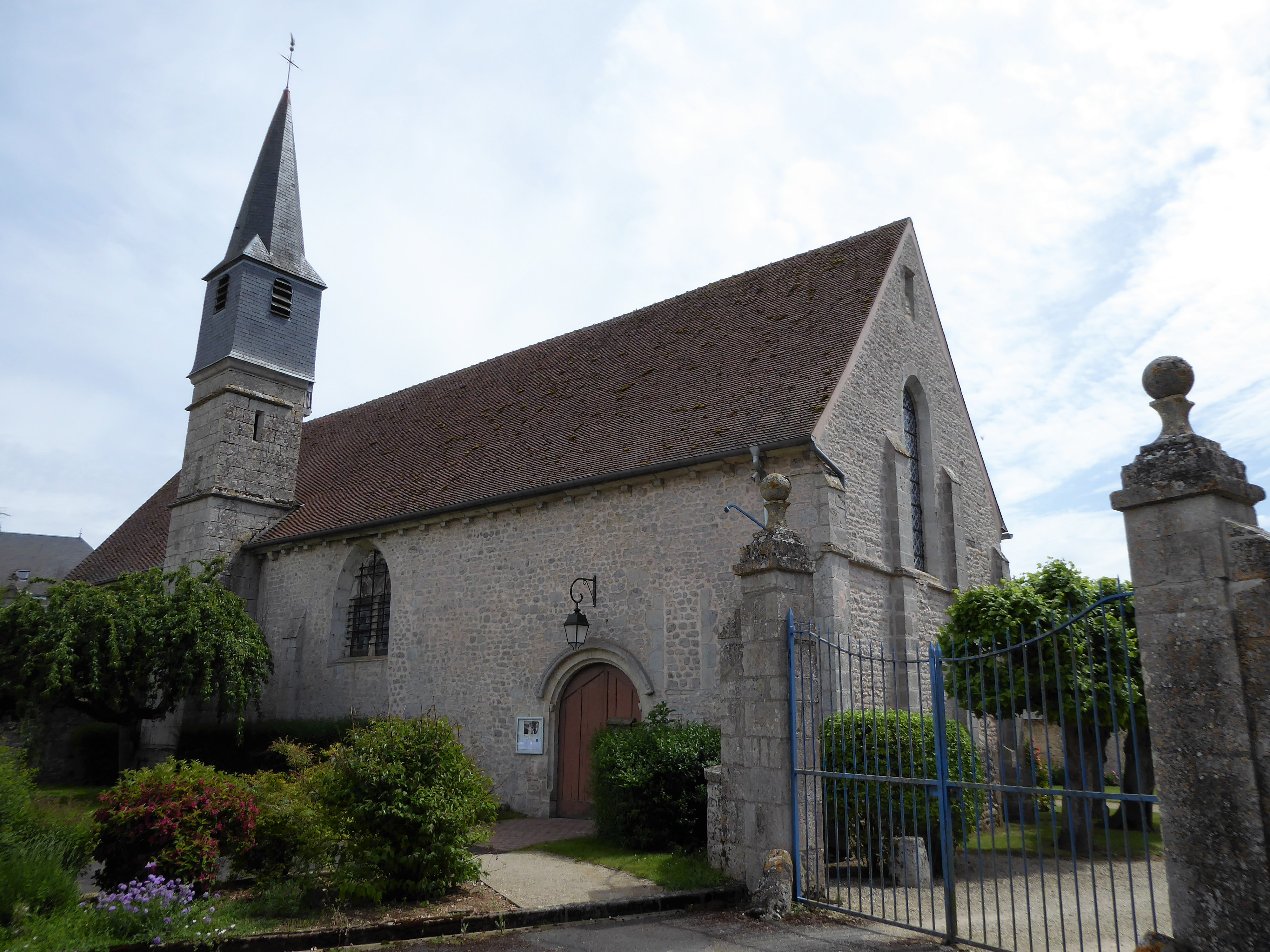
L'église Saint-Lubin.
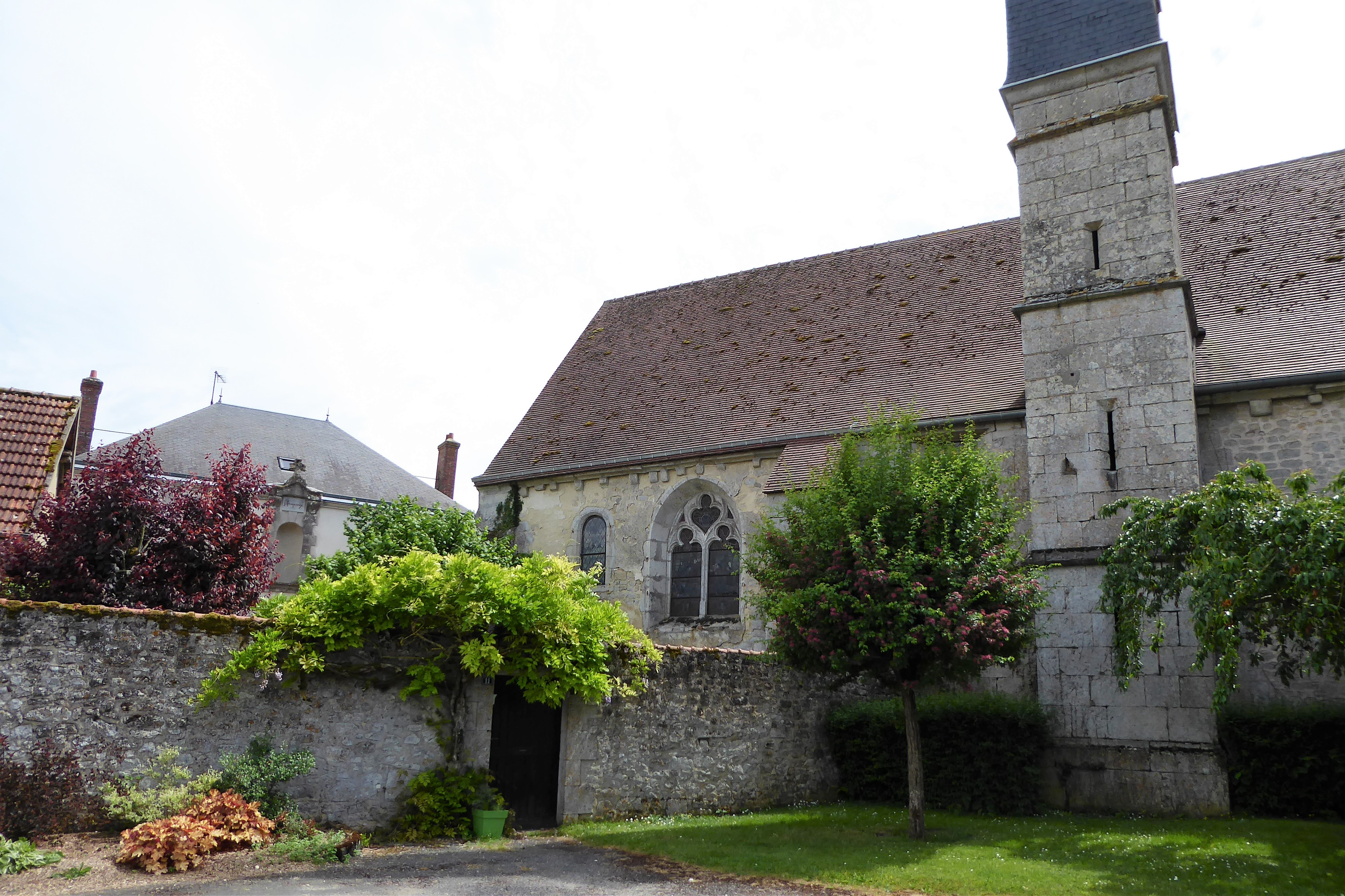
Ancien presbytère ayant abrité l'atelier de Jean Feugereux.
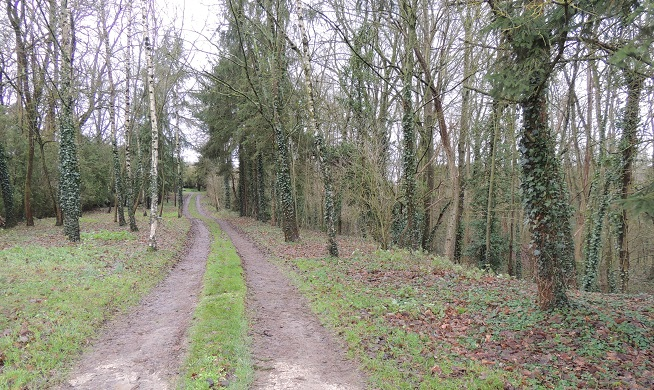
La motte castrale.
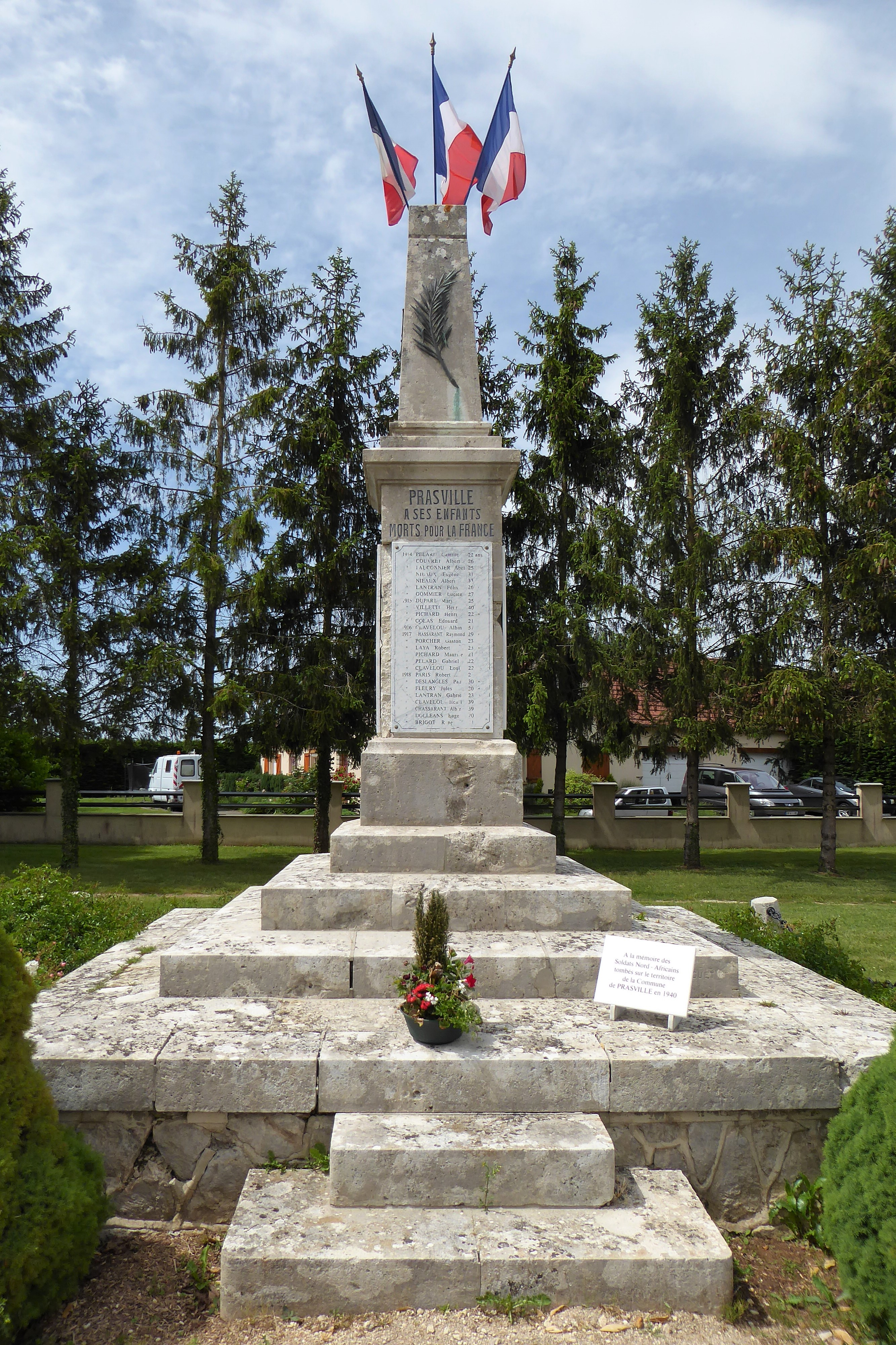
Le monument aux morts.

### Personnalités liées à la commune
- C'est à proximité de Prasville qu'est mort Hugues Capet en 996, in oppido Judeis selon l'historien Richer[37] ;
- Jean Feugereux (1923-1992), peintre dont l'ancien atelier est situé dans l'ex-presbytère de Prasville.

### Héraldique
|  | Les armes de la commune se blasonnent ainsi : d’azur au chevron d’or, accompagné en chef à dextre d’un pic de carrier d’argent emmanché d’or, à senestre d’un épi de blé tigé et feuillé de deux pièces d’or et en pointe, d’une tour d’argent ouverte ajourée et maçonnée de sable. |